# Meromyza laurelae
Meromyza laurelae är en tvåvingeart som beskrevs av Lidia Ivanovna Fedoseeva 1971. Meromyza laurelae ingår i släktet Meromyza och familjen fritflugor. Inga underarter finns listade i Catalogue of Life.